# HMS Garland (H37)
HMS Garland (H37) là một tàu khu trục lớp G được chế tạo cho Hải quân Hoàng gia Anh Quốc vào giữa những năm 1930. Nó trải qua một phần lớn thời gian tại vùng biển Tây Ban Nha trong giai đoạn Nội chiến ở nước này vào năm 1936–1939, thực thi chính sách cấm vận vũ khí mà Anh và Pháp áp đặt cho các bên xung đột. Không lâu sau khi Chiến tranh Thế giới thứ hai nổ ra, nó bị hư hại nặng do những quả mìn sâu của chính nó nổ sớm; việc sửa chữa kéo dài mất sáu tháng, nhưng trước khi hoàn tất, nó được chuyển cho Hải quân Ba Lan vào tháng 5 năm 1940 và đổi tên thành ORP Garland. Sau đó con tàu được điều sang Hạm đội Địa Trung Hải hộ tống các đoàn tàu vận tải trước khi điều về Bộ chỉ huy Tiếp cận phía Tây vào tháng 9 cho nhiệm vụ hộ tống. Nó đã hộ tống một đoàn tàu vận tải từ Gibraltar đến Malta trong Chiến dịch Halberd vào tháng 9 năm 1941, rồi hộ tống Đoàn tàu vận tải PQ-16 từ Iceland đến Murmansk vào tháng 5 năm 1942. Nó bị hư hại nặng do một quả bom ném từ máy bay ném bom Đức nổ sát lườn tàu trong chiến dịch này, và phải mất ba tháng để sửa chữa.
Garland sau đó chuyển sang Lực lượng Hộ tống giữa đại dương tại Đại Tây Dương cho đến tháng 12 năm 1943, khi nó được điều đến Freetown, Sierra Leone để hộ tống các đoàn tàu vận tải đi lại ngoài khơi Tây Phi. Đến tháng 4 năm 1944, nó được điều trở lại Địa Trung Hải cũng trong nhiệm vụ hộ tống vận tải. Nó đã đánh chìm một tàu ngầm U boat Đức vào tháng 9 trước khi quay trở về Anh cho một đợt tái trang bị kéo dài chỉ hoàn tất vào tháng 3 năm 1945. Garland sau đó quay lại Khu vực Tiếp cận phía Tây, nhưng chỉ để vận chuyển hàng tiếp liệu khẩn cấp đến các thị trấn Bỉ và Hà Lan sau khi chiến tranh kết thúc tại Châu Âu vào tháng 5. Con tàu được Ba Lan hoàn trả cho Anh vào tháng 7 năm 1946; rồi được bán cho Hải quân Hoàng gia Hà Lan vài tháng sau đó để sử dụng như một tàu huấn luyện. Nó được tái trang bị như một tàu huấn luyện chống tàu ngầm vào năm 1948 và đổi tên thành HNLMS Marnix vào năm 1950. Nó được xếp lại lớp như một tàu frigate vào năm 1952 và tiếp tục phục vụ cho đến năm 1964, khi nó ngừng hoạt động, và bị tháo dỡ sau đó.

## Thiết kế và chế tạo
Garland có trọng lượng choán nước tiêu chuẩn 1.350 tấn Anh (1.370 t), và lên đến 1.883 tấn Anh (1.913 t) khi đầy tải. Nó có chiều dài chung 323 foot (98,5 m), mạn thuyền rộng 33 foot (10,1 m) và độ sâu của mớn nước là 12 foot 5 inch (3,8 m). Nó được dẫn động bởi hai turbine hơi nước Parsons truyền động ra hai trục chân vịt, sản sinh tổng công suất 34.000 mã lực càng (25.000 kW), cho phép nó đạt tốc độ tối đa 36 hải lý trên giờ (67 km/h; 41 mph). Hơi nước được cung cấp bởi ba nồi hơi ống nước Admiralty. Garland có thể mang theo tối đa 470 tấn Anh (480 t) dầu đốt, cho phép một tầm hoạt động tối đa 5.530 hải lý (10.240 km; 6.360 mi) ở tốc độ 15 hải lý trên giờ (28 km/h; 17 mph). Thành phần thủy thủ đoàn của nó bao gồm 137 sĩ quan và thủy thủ trong thời bình, nhưng tăng lên đến 146 người trong thời chiến.
Con tàu được trang bị bốn khẩu pháo QF 4,7 inch (120 mm) Mk. XII L/45 trên các tháp pháo nòng đơn. Cho mục đích phòng không, Garland có hai khẩu đội súng máy 0,5 in (13 mm) Mk.III bốn nòng. Nó còn có hai bệ ống phóng ngư lôi bốn nòng trên mặt nước dành cho ngư lôi 21 in (530 mm). Một đường ray thả mìn sâu và hai máy phóng được trang bị; ban đầu nó mang theo 20 quả mìn sâu, nhưng được tăng lên 35 quả không lâu sau khi chiến tranh bắt đầu. Đến giữa năm 1940, số này được tăng lên 44 quả.
Garland được đặt hàng vào ngày 5 tháng 3 năm 1934 trong Chương trình Chế tạo Hải quân 1933. Nó được đặt lườn vào ngày 22 tháng 8 năm 1934 tại xưởng tàu của hãng Fairfield Shipbuilding and Engineering ở Govan, Scotland; được hạ thủy vào ngày 24 tháng 10 năm 1935 và hoàn tất vào ngày 3 tháng 3 năm 1936 với chi phí 250.664 Bảng Anh, không tính đến các thiết bị do Bộ Hải quân Anh cung cấp như vũ khí, đạn dược và thiết bị thông tin liên lạc.

### Các cải biến trong chiến tranh
Hầu hết những chiếc cùng lớp với Garland đều có dàn ống phóng ngư lôi phía sau được thay thế bằng pháo phòng không 12-pounder sau cuộc triệt thoái Dunkirk năm 1940, nhưng không thể biết chính xác thời điểm cải biến. Đến năm 1942, dàn hỏa lực phòng không tầm ngắn của nó được tăng cường hai khẩu Oerlikon 20 mm trên bệ đèn pha và một cặp khác hai bên cánh của cầu tàu. Tháp pháo ‘Y’ cũng được tháo dỡ để tăng số lượng mìn sâu mang theo. Sau đó các khẩu súng máy.50 caliber được thay bằng một cặp pháo Oerlikon 20 mm. Tháp điều khiển hỏa lực và máy đo tầm xa bên trên cầu tàu được tháo dỡ sau năm 1942, thay bằng bộ radar Kiểu 271 dò tìm mục tiêu, và tháp pháo ‘B’ được thay bằng một dàn Hedgehog (súng cối chống tàu ngầm). Radar Kiểu 286 dò tìm mặt biển tầm ngắn có lẽ cũng được trang bị vào khoảng giữa chiến tranh. Con tàu còn được trang bị máy định vị vô tuyến HF/DF trên cột ăn-ten chính.

## Lịch sử hoạt động

### HMSGarland, 1936-1940
Sau khi nhập biên chế, Garland được phân về Chi hạm đội Khu trục 1 trực thuộc Hạm đội Địa Trung Hải. Nó đã tuần tra tại vùng biển Tây Ban Nha trong giai đoạn Nội chiến ở nước này vào năm 1938- 1939 để thi hành chính sách cấm vận vũ khí mà Anh và Pháp áp đặt cho các bên xung đột. Con tàu được đại tu tại Sheerness từ ngày 24 tháng 5 đến ngày 5 tháng 7 năm 1937 và từ ngày 31 tháng 5 đến ngày 28 tháng 7 năm 1938, khi turbine hơi nước áp lực thấp được sửa chữa. Nó đã tuần tra ngoài khơi Síp vào tháng 7 năm 1939.
Khi Chiến tranh Thế giới thứ hai nổ ra, Garland đang trên đường từ Alexandria đến Aden, và đến nơi vào ngày 6 tháng 9. Đang khi hộ tống một đoàn tàu vận tải đi Malta, một số quả mìn sâu của nó đã phát nổ sớm vào ngày 17 tháng 9, làm hư hại nặng phần đuôi tàu. Nó phải được kéo quay trở lại Alexandria để được sửa chữa tạm thời, rồi được kéo đến Malta để sửa chữa triệt để từ ngày 11 tháng 10 năm 1939 đến ngày 8 tháng 5 năm 1940. Không lâu trước khi việc sửa chữa hoàn tất, Garland được giao cho Hải quân Ba Lan mượn vào ngày 3 tháng 5 năm 1940, nhân ngày kỷ niệm Hiến pháp Ba Lan 3 tháng 5 năm 1791.

### ORPGarland, 1940-1946
Sau khi hoàn tất việc chuẩn bị, Garland hộ tống một đoàn tàu vận tải đi Hy Lạp vào cuối tháng 6 năm 1940. Trong Chiến dịch Hats, nó bị hư hại nhẹ bởi không kích của máy bay Ý vào ngày 31 tháng 8 đang khi hộ tống một đoàn tàu vận tải đi Malta. Nó được chuyển sang Bộ chỉ huy Tiếp cận phía Tây vào giữa tháng 9, và được điều về Đội hộ tống 10. Vào ngày 13 tháng 11, nó bị hư hại nặng do bão tố đang khi hộ tống thiết giáp hạm Revenge, có hai người bị bão cuốn xuống biển, và phải mất trên một tháng để sửa chữa. Đến đầu tháng 1 năm 1941, con tàu được trang bị hệ thống sonar mới ASDIC. Nó được chuyển sang Đội hộ tống 14 vào tháng 4, và trong một thời gian ngắn được điều sang Hạm đội Nhà hộ tống một tàu chở dầu trong cuộc đổ bộ lực lượng Đồng Minh lên Spitsbergen vào tháng 7. Sau khi quay trở lại, nó gia nhập Đội hộ tống B3 cho nhiệm vụ hộ tống vận tải tại Bắc Đại Tây Dương.
Vào cuối tháng 9, Garland hợp cùng chiếc ORP Piorun cũng với một thủy thủ đoàn Ba Lan trong Chiến dịch Halberd nhằm hộ tống một đoàn tàu vận tải lớn đi đến Malta đang bị phong tỏa. Cả hai đã hộ tống thiết giáp hạm HMS Nelson (28) quay trở lại Gibraltar sau khi chiếc này trúng ngư lôi trong chiến dịch trên. Sau đó nó gia nhập trở lại Đội hộ tống B3, được tái trang bị tại Middlesbrough từ ngày 28 tháng 2 đến ngày 5 tháng 5 năm 1942, rồi được phân công hộ tống Đoàn tàu vận tải PQ-16 vào cuối tháng 5. Vào ngày 27 tháng 5, một quả bom ném từ một máy bay ném bom Junkers Ju 88 đã nổ cách lườn tàu 10 thước Anh (9,1 m) bên mạn phải, gây thương vong nặng cho các khẩu pháo ‘A’ và ‘B’ cũng như các khẩu đội Oerlikon 20 mm và súng máy.50 caliber bên mạn phải, với 22 người thiệt mạng và 37 người bị thương. Bộ điều khiển hỏa lực và máy đo tầm xa cũng bị phá hủy, và nó được lệnh di chuyển độc lập đến Murmansk để sửa chữa tạm thời. Công việc kéo dài hơn một tháng để hoàn tất, và nó lên đường vào ngày 4 tháng 7 hướng đến Troon trong thành phần Đoàn tàu vận tải QP-13. Công việc sửa chữa triệt để chỉ hoàn tất vào ngày 21 tháng 9.
Con tàu gia nhập trở lại Đội hộ tống B3 cho đến khi nó trải qua một đợt tái trang bị từ tháng 5 năm 1943 và kéo dài cho đến ngày 8 tháng 9. Garland được phân về Đội hỗ trợ 8 và đã hộ tống nhiều đoàn tàu vận tải nhỏ vận chuyển binh lính Đồng Minh đến Azores xây dựng các sân bay tại đây sau khi đạt thỏa thuận với Bồ Đào Nha vào cuối tháng 9. Từ tháng 11 năm 1943 đến tháng 4 năm 1944, nó đặt căn cứ tại Freetown để hộ tống các đoàn tàu vận tải đi lại từ đây đến Gibraltar. Đến tháng 5, nó được chuyển sang Chi hạm đội Khu trục 14 trực thuộc Hạm đội Địa Trung Hải để hộ tống các đoàn tàu vận tải và hỗ trợ các hoạt động của Đồng Minh tại vùng biển Aegea. Vào ngày 19 tháng 9 năm 1944, cùng với hai tàu khu trục Anh khác, nó đã đánh chìm tàu ngầm Đức U-407 ngoài khơi Santorini. Sang tháng tiếp theo, nó hỗ trợ hoạt động giải phóng Hy Lạp của Đồng Minh sau khi quân Đức rút lui khỏi nơi đây.
Vào ngày 20 tháng 11, Garland quay trở về Anh cho một đợt tái trang bị lớn tại xưởng tàu Devonport kéo dài cho đến ngày 31 tháng 3 năm 1945. Nó được phân về Chi hạm đội Khu trục 8 thuộc Bộ chỉ huy Tiếp cận phía Tây, nhưng chỉ vừa hoàn tất việc chạy thử máy khi chiến tranh kết thúc tại Châu Âu vào tháng 5. Con tàu đã vận chuyển hành tiếp liệu cứu trợ khẩn cho Bỉ và Hà Lan sau đó, và vào cuối năm 1945 đã tham gia Chiến dịch Deadlight, việc đánh chìm các tàu ngầm U-boat chiếm được của Đức. Đến đầu năm 1946, con tàu đã tuần tra tại vùng biển Na Uy, rồi được điều về Hải đội Ba Lan tại Rosyth suốt tháng 6. Đến cuối tháng 7, nó được cho xuất biên chế và được Ba Lan hoàn trả, và được đưa về lực lượng dự bị vào tháng 8.

### HNLMSMarnix, 1946-1964
Vào ngày 14 tháng 11 năm 1946, Garland được bán trong tình trạng hiện hữu cho Hải quân Hoàng gia Hà Lan với giá 9.000 Bảng Anh và vào ban đầu được sử dụng như một tàu huấn luyện. Nó được tân trang vào năm 1948 như một tàu huấn luyện chống tàu ngầm. Điều này có thể do Garland đã được tái trang bị lại với pháo phòng không 105 milimét (4,1 in) tại các vị trí tháp pháo 'A' và 'X', một dàn cối Hedgehog chống tàu ngầm ở vị trí 'B' và sáu khẩu Oerlikon 20 mm. Nó có bốn máy phóng và hai đường ray thả mìn sâu. Con tàu được đổi tên thành HNLMS Marnix vào ngày 16 tháng 1 năm 1950, và đã thực hiện chuyến viếng thăm các cảng miền Nam Anh Quốc trong tháng 3. Marnix được xếp lại lớp như một tàu frigate vào năm 1952 và được đại tu toàn diện trong các năm 1955–1956. Nó ngừng hoạt động vào ngày 31 tháng 1 năm 1964 và bị tháo dỡ sau đó.